# NHL (2010/2011)
Sezon NHL 2010/2011 – 93. sezon ligi National Hockey League, a sto pierwszy wliczając prekursora ligi National Hockey Association. Pierwsze mecze sezonu odbyły się 7 października 2010 roku. W tym dniu odbyło się pięć spotkań, w tym konfrontacja drużyn: Colorado Avalanche oraz obrońcą tytułu mistrzowskiego Chicago Blackhawks. Po raz czwarty rozegrane zostały również mecze otwierające sezon w Europie. Rozegrane zostaną one w dniach 7–10 października w trzech miastach: Helsinkach, Sztokholmie oraz w Pradze. 30 stycznia 2011 roku w domowej hali Carolina Hurricanes – RBC Center odbył się 58. mecz gwiazd. Sezon zasadniczy zakończył się 10 kwietnia 2011 roku. Trzy dni później rozegrany został pierwszy mecz playoff. Ta faza sezonu pierwotnie miała się zakończyć najpóźniej 17 czerwca, jednak w ostatecznym terminarzu Finału Pucharu Stanleya zaplanowano ewentualny siódmy mecz 15 czerwca 2011.

## Wydarzenia przedsezonowe

### NHL Entry Draft 2010
W dniach 25–26 czerwca 2010 roku w znajdującej się w mieście Los Angeles, hali Staples Center odbył się czterdziesty ósmy w historii draft, którym to drużyny występujące w lidze NHL mogły wybrać młodych, perspektywicznych zawodników. Z numerem pierwszym wybranym został Kanadyjczyk Taylor Hall, pochodzący z klubu Windsor Spitfires, lewoskrzydłowy ten został wybrany przez drużynę Edmonton Oilers. Łącznie zostało wybranych 210 graczy z 12 państw: 99 z Kanady, 59 ze Stanów Zjednoczonych, Szwecji, Rosji, Finlandii, Czech, Niemiec, Słowacji, Szwajcarii, Danii, Łotwy, Norwegii. Po raz pierwszy w historii w pierwszej rundzie draftu wybrano jedenaście Amerykanów, co jest rekordem tej nacji.
W pierwszej trójce draftu znaleźli się również: kanadyjski center Tyler Seguin, który przeszedł do Boston Bruins. Trzecim zawodnikiem draftu był jego rodak, obrońca – Erik Gudbranson, który przeszedł do Florida Panthers.

### Mecze towarzyskie w Europie
Sześć drużyn grających na co dzień w lidze NHL rozegrała siedem spotkań z drużynami z lig europejskich. Dwa z nich rozegrano pod nazwą Compuware NHL Premiere Challenge. Spotkania te rozegrane zostały w dniach 2–6 października. Drużyny NHL zwyciężyły w 6 z 7 spotkań. Jedyny tryumf drużyny europejskiej to zwycięstwo SKA Sankt Petersburg z meczu z Carolina Hurricanes.
| Data           | Hala                        | Drużyna europejska | Drużyna NHL  | Wynik    |
| -------------- | --------------------------- | ------------------ | ------------ | -------- |
| 2 października | SAP Arena, Mannheim         | Adler              | Sharks       | 2:3 (SO) |
| 2 października | The Odyssey, Belfast        | Giants Select      | Bruins       | 1:5      |
| 4 października | Pałac Lodowy, Petersburg    | SKA                | Hurricanes   | 5:3      |
| 4 października | Tampereen jäähalli, Tampere | Ilves              | Wild         | 1:5      |
| 5 października | Tipsport Arena, Liberec     | Bílí Tygři         | Bruins       | 1:7      |
| 5 października | Malmö Arena, Malmö          | Redhawks           | Blue Jackets | 1:4      |
| 6 października | Arēna Rīga, Riga            | Dinamo Ryga        | Coyotes      | 1:3      |

## Sezon zasadniczy

### Terminarz
Każda z 30 drużyn rozegra 82 meczów sezonu zasadniczego (24 meczów z drużynami z tej samej dywizji, 40 meczów z drużynami z pozostałych dywizji tej samej konferencji oraz 15 meczów z drużynami opozycyjnej konferencji) w ciągu 7 miesięcy od 7 października do 10 kwietnia 2011.
Pomiędzy 27, a 31 stycznia nie odbędzie się żaden mecz ligi z powodu odbywającego się 30 stycznia 2011 roku odbędzie się 58. mecz gwiazd. 1 stycznia 2011 roku odbyła się czwarta edycja NHL Winter Classic. Mecz rozegrany został na stadionie Heinz Field w Pittsburghu. W spotkaniu tym uczestniczyły drużyny Washington Capitals oraz Pittsburgh Penguins. Dla drużyny Pingwinów był to drugi występ w meczu na otwartym stadionie. Zwycięzcą została drużyna Stołecznych 3:1. 20 lutego 2011 odbył się drugi mecz na otwartym stadionie w tym sezonie. Na McMahon Stadium drużyny Montreal Canadiens oraz Calgary Flames rozegrały mecz pod nazwą Heritage Classic. Było to drugie spotkanie w Kanadzie poza halą. Prekursora późniejszego Winter Classic. Zwyciężyła drużyna gospodarzy 4:0

### Tabela
| Konferencja Wschodnia        |                     |    |    |    |    |         |     |     |
| Dywizja Atlantycka           |                     |    |    |    |    |         |     |     |
| Lp.                          | Drużyna             | M  | Z  | P  | OT | Br      | Bl  | Pkt |
| 1                            | Philadelphia Flyers | 82 | 47 | 23 | 12 | 259-223 | +36 | 106 |
| 2                            | Pittsburgh Penguins | 82 | 49 | 25 | 8  | 238-199 | +39 | 106 |
| 3                            | New York Rangers    | 82 | 44 | 33 | 5  | 233-198 | +35 | 93  |
| 4                            | New Jersey Devils   | 82 | 38 | 39 | 5  | 174-209 | -35 | 81  |
| 5                            | New York Islanders  | 82 | 30 | 39 | 13 | 229-264 | -35 | 73  |
| Dywizja Północno-wschodnia   |                     |    |    |    |    |         |     |     |
| Lp.                          | Drużyna             | M  | Z  | P  | OT | Br      | Bl  | Pkt |
| 1                            | Boston Bruins       | 82 | 46 | 25 | 11 | 246-195 | +51 | 103 |
| 2                            | Montreal Canadiens  | 82 | 44 | 30 | 8  | 216-209 | +7  | 96  |
| 3                            | Buffalo Sabres      | 82 | 43 | 29 | 10 | 245-229 | +16 | 96  |
| 4                            | Toronto Maple Leafs | 82 | 37 | 34 | 11 | 218-251 | -33 | 85  |
| 5                            | Ottawa Senators     | 82 | 32 | 40 | 10 | 192-250 | -58 | 74  |
| Dywizja Południowo-zachodnia |                     |    |    |    |    |         |     |     |
| Lp.                          | Drużyna             | M  | Z  | P  | OT | Br      | Bl  | Pkt |
| 1                            | Washington Capitals | 82 | 48 | 23 | 11 | 224-197 | +27 | 107 |
| 2                            | Tampa Bay Lightning | 82 | 46 | 25 | 11 | 247-240 | +7  | 103 |
| 3                            | Carolina Hurricanes | 82 | 40 | 31 | 11 | 236-239 | -3  | 91  |
| 4                            | Atlanta Thrashers   | 82 | 34 | 36 | 12 | 223-269 | -46 | 80  |
| 5                            | Florida Panthers    | 82 | 30 | 40 | 12 | 195-229 | -34 | 72  |

| Konferencja Zachodnia      |                       |    |    |    |    |         |     |     |
| Dywizja Centralna          |                       |    |    |    |    |         |     |     |
| Lp.                        | Drużyna               | M  | Z  | P  | OT | Br      | Bl  | Pkt |
| 1                          | Detroit Red Wings     | 82 | 47 | 25 | 10 | 261-241 | +20 | 104 |
| 2                          | Nashville Predators   | 82 | 44 | 27 | 11 | 219-194 | +25 | 99  |
| 3                          | Chicago Blackhawks    | 82 | 44 | 29 | 9  | 258-225 | +33 | 97  |
| 4                          | St. Louis Blues       | 82 | 38 | 33 | 11 | 240-234 | +6  | 87  |
| 5                          | Columbus Blue Jackets | 82 | 34 | 35 | 13 | 215-258 | -43 | 81  |
| Dywizja Północno-zachodnia |                       |    |    |    |    |         |     |     |
| Lp.                        | Drużyna               | M  | Z  | P  | OT | Br      | Bl  | Pkt |
| 1                          | Vancouver Canucks     | 82 | 54 | 19 | 9  | 262-185 | +77 | 117 |
| 2                          | Calgary Flames        | 82 | 41 | 29 | 12 | 250-237 | +13 | 94  |
| 3                          | Minnesota Wild        | 82 | 39 | 35 | 8  | 206-233 | -27 | 86  |
| 4                          | Colorado Avalanche    | 82 | 30 | 44 | 8  | 227-288 | -61 | 68  |
| 5                          | Edmonton Oilers       | 82 | 25 | 45 | 12 | 193-269 | -76 | 62  |
| Dywizja Pacyficzna         |                       |    |    |    |    |         |     |     |
| Lp.                        | Drużyna               | M  | Z  | P  | OT | Br      | Bl  | Pkt |
| 1                          | San Jose Sharks       | 82 | 48 | 25 | 9  | 248-213 | +35 | 105 |
| 2                          | Anaheim Ducks         | 82 | 47 | 30 | 5  | 239-235 | +4  | 99  |
| 3                          | Phoenix Coyotes       | 82 | 43 | 26 | 13 | 231-226 | +5  | 99  |
| 4                          | Los Angeles Kings     | 82 | 46 | 30 | 6  | 219-198 | +21 | 98  |
| 5                          | Dallas Stars          | 82 | 42 | 29 | 11 | 227-233 | -6  | 95  |

Legenda: Lp. – miejsce, M – mecze, Z – zwycięstwa, P – porażki, OT – porażki po dogrywce lub rzutach karnych, Br – bramki, Bl – bilans bramkowy, Pkt – punkty     = lider dywizji,     = awans do playoff

### Statystyki sezonu zasadniczego
Statystyki zaktualizowane po wszystkich 1230 meczach:
Zawodnicy z pola:
| Gole           | Gole | Asysty            | Asysty | Punkty           | Punkty | +/−             | +/− |
| -------------- | ---- | ----------------- | ------ | ---------------- | ------ | --------------- | --- |
| Corey Perry    | 50   | Henrik Sedin      | 75     | Daniel Sedin     | 104    | Zdeno Chára     | 33  |
| Steven Stamkos | 45   | Martin St. Louis  | 68     | Martin St. Louis | 99     | David Backes    | 32  |
| Jarome Iginla  | 43   | Daniel Sedin      | 63     | Corey Perry      | 98     | Kevin Bieksa    | 32  |
| Daniel Sedin   | 41   | Ryan Getzlaf      | 57     | Daniel Sedin     | 94     | Toni Lydman     | 32  |
| Ryan Kesler    | 41   | Henrik Zetterberg | 56     | Steven Stamkos   | 91     | Andrej Meszároš | 30  |

Bramkarze:
| Obrony (w %)   | Obrony (w %) | GAA              | GAA  | Shutouty         | Shutouty | Zwycięstwa       | Zwycięstwa |
| -------------- | ------------ | ---------------- | ---- | ---------------- | -------- | ---------------- | ---------- |
| Tim Thomas     | .938         | Tim Thomas       | 2.00 | Henrik Lundqvist | 11       | Roberto Luongo   | 38         |
| Pekka Rinne    | .930         | Roberto Luongo   | 2.11 | Tim Thomas       | 9        | Carey Price      | 38         |
| Roberto Luongo | .928         | Pekka Rinne      | 2.12 | Carey Price      | 8        | Jimmy Howard     | 37         |
| Jonas Hiller   | .924         | Jonathan Quick   | 2.24 | Ilja Bryzgałow   | 7        | Miikka Kiprusoff | 37         |
| Carey Price    | .923         | Henrik Lundqvist | 2.28 | Jaroslav Halák   | 7        | Cam Ward         | 37         |

## Playoff

### Rozstawienie
Po zakończeniu sezonu zasadniczego 16 zespołów zapewniło sobie start w fazie playoff. Drużyna Vancouver Canucks zdobywca Presidents’ Trophy uzyskała najlepszy wynik w lidze zdobywając w 82 spotkaniach 117 punktów. Jest to najwyżej rozstawiona drużyna. Kolejne miejsce rozstawione uzupełniają mistrzowie dywizji: Philadelphia Flyers, Boston Bruins, Washington Capitals, Detroit Red Wings oraz San Jose Sharks.

#### Konferencja Wschodnia

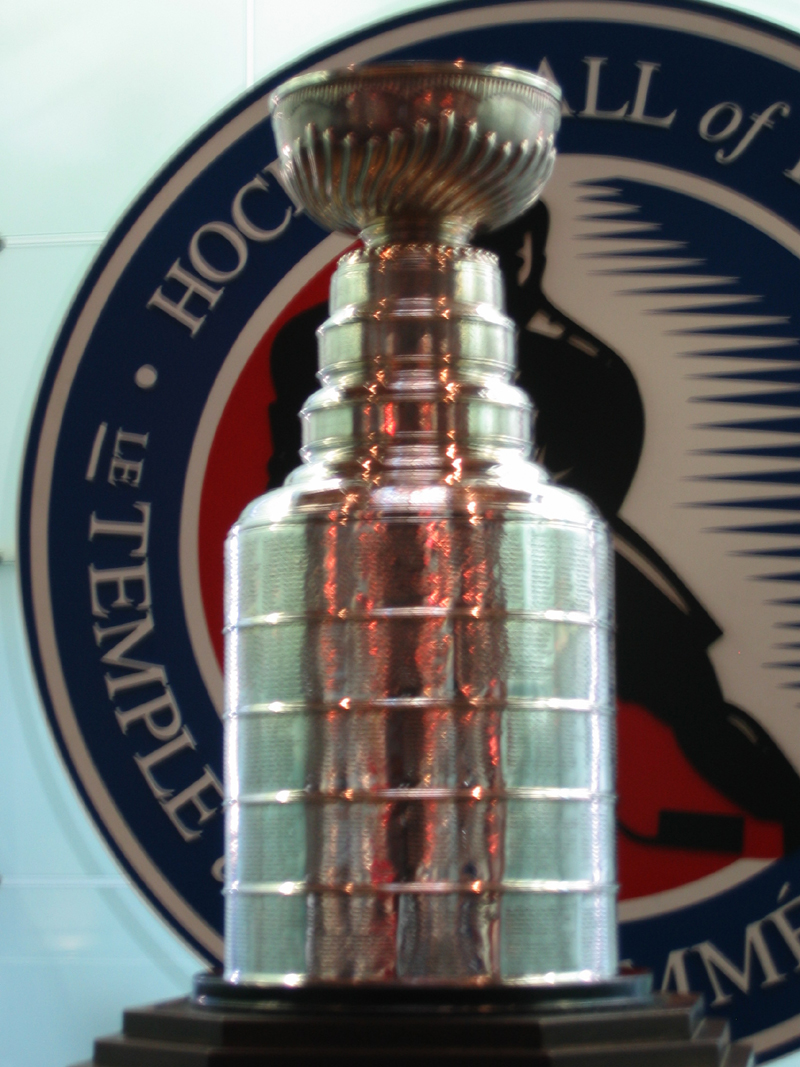
Puchar Stanleya

1. Washington Capitals – mistrz dywizji południowo-zachodniej i konferencji wschodniej w sezonie zasadniczym oraz 107 punktów.
2. Philadelphia Flyers – mistrz dywizji atlantyckiej, 106 punktów
3. Boston Bruins – mistrz dywizji północno-wschodniej, 103 punkty
4. Pittsburgh Penguins – 106 punktów (49 zwycięstw)
5. Tampa Bay Lightning – 103 punkty (46 zwycięstwa)
6. Montreal Canadiens – 96 punktów (44 zwycięstwa)
7. Buffalo Sabres – 96 punktów (43 zwycięstw)
8. New York Rangers – 93 punkty (44 zwycięstw)

#### Konferencja Zachodnia
1. Vancouver Canucks – mistrz dywizji północno-zachodniej i konferencji zachodniej w sezonie zasadniczym, zdobywca Presidents’ Trophy oraz 117 punktów.
2. San Jose Sharks – mistrz dywizji pacyficznej, 105 punktów
3. Detroit Red Wings – mistrz dywizji centralnej, 104 punktów
4. Anaheim Ducks – 99 punktów (47 zwycięstw)
5. Nashville Predators – 99 punktów (44 zwycięstwa)
6. Phoenix Coyotes – 99 punktów (43 zwycięstwa)
7. Los Angeles Kings – 98 punktów (46 zwycięstw)
8. Chicago Blackhawks – 97 punktów (44 zwycięstwa)

### Drzewko playoff
Po zakończeniu sezonu zasadniczego rozpocznie się walka o mistrzostwo ligi w fazie playoff, która rozgrywana będzie w czterech rundach. Drużyna, która zajęła wyższe miejsce w sezonie zasadniczym w nagrodę zostaje gospodarzem ewentualnego siódmego meczu. Z tym, że zdobywca Presidents’ Trophy (w tym wypadku Vancouver Canucks) zawsze jest gospodarzem siódmego meczu. Wszystkie cztery rundy rozgrywane są w formuje do czterech zwycięstw według schematu: 2-2-1-1-1, czyli wyżej rozstawiony rozgrywa mecze: 1 i 2 oraz ewentualnie 5 i 7 we własnej hali. Niżej rozstawiona drużyna rozgrywa mecze w swojej hali: trzeci, czwarty oraz ewentualnie szósty.
|  |                          |                          |                          |                   |                     |                       |                       |                       |  |  |                    |                    |                    |  |  |                        |                        |                        |
|  | Ćwierćfinały Konferencji | Ćwierćfinały Konferencji | Ćwierćfinały Konferencji |                   |                     | Półfinały Konferencji | Półfinały Konferencji | Półfinały Konferencji |  |  | Finały Konferencji | Finały Konferencji | Finały Konferencji |  |  | Finał Pucharu Stanleya | Finał Pucharu Stanleya | Finał Pucharu Stanleya |
|  | Ćwierćfinały Konferencji | Ćwierćfinały Konferencji | Ćwierćfinały Konferencji |                   |                     | Półfinały Konferencji | Półfinały Konferencji | Półfinały Konferencji |  |  | Finały Konferencji | Finały Konferencji | Finały Konferencji |  |  | Finał Pucharu Stanleya | Finał Pucharu Stanleya | Finał Pucharu Stanleya |
|  |                          |                          |                          |                   |                     |                       |                       |                       |  |  |                    |                    |                    |  |  |                        |                        |                        |
|  |                          |                          |                          |                   |                     |                       |                       |                       |  |  |                    |                    |                    |  |  |                        |                        |                        |
|  | 1                        | Washington Capitals      | 4                        |                   |                     |                       |                       |                       |  |  |                    |                    |                    |  |  |                        |                        |                        |
|  | 1                        | Washington Capitals      | 4                        |                   |                     |                       |                       |                       |  |  |                    |                    |                    |  |  |                        |                        |                        |
|  | 8                        | New York Rangers         | 1                        |                   |                     |                       |                       |                       |  |  |                    |                    |                    |  |  |                        |                        |                        |
|  | 8                        | New York Rangers         | 1                        | 1                 | Washington Capitals | 0                     |                       |                       |  |  |                    |                    |                    |  |  |                        |                        |                        |
|  |                          |                          |                          | 1                 | Washington Capitals | 0                     |                       |                       |  |  |                    |                    |                    |  |  |                        |                        |                        |
|  | 5                        | Tampa Bay Lightning      | 4                        |                   |                     |                       |                       |                       |  |  |                    |                    |                    |  |  |                        |                        |                        |
|  | 5                        | Tampa Bay Lightning      | 4                        | 2                 | Philadelphia Flyers | 4                     |                       |                       |  |  |                    |                    |                    |  |  |                        |                        |                        |
|  |                          |                          |                          | 2                 | Philadelphia Flyers | 4                     |                       |                       |  |  |                    |                    |                    |  |  |                        |                        |                        |
|  | 7                        | Buffalo Sabres           | 3                        |                   |                     |                       |                       |                       |  |  |                    |                    |                    |  |  |                        |                        |                        |
|  | 7                        | Buffalo Sabres           | 3                        | 5                 | Tampa Bay Lightning | 3                     |                       |                       |  |  |                    |                    |                    |  |  |                        |                        |                        |
|  | Konferencja Wschodnia    |                          |                          | 5                 | Tampa Bay Lightning | 3                     |                       |                       |  |  |                    |                    |                    |  |  |                        |                        |                        |
|  |                          |                          | 3                        | Boston Bruins     | 4                   |                       |                       |                       |  |  |                    |                    |                    |  |  |                        |                        |                        |
|  | 3                        | Boston Bruins            | 3                        | Boston Bruins     | 4                   | 4                     |                       |                       |  |  |                    |                    |                    |  |  |                        |                        |                        |
|  | 3                        | Boston Bruins            |                          |                   |                     | 4                     |                       |                       |  |  |                    |                    |                    |  |  |                        |                        |                        |
|  | 6                        | Montreal Canadiens       | 3                        |                   |                     |                       |                       |                       |  |  |                    |                    |                    |  |  |                        |                        |                        |
|  | 6                        | Montreal Canadiens       | 3                        | 2                 | Philadelphia Flyers | 0                     |                       |                       |  |  |                    |                    |                    |  |  |                        |                        |                        |
|  |                          |                          |                          | 2                 | Philadelphia Flyers | 0                     |                       |                       |  |  |                    |                    |                    |  |  |                        |                        |                        |
|  | 3                        | Boston Bruins            | 4                        |                   |                     |                       |                       |                       |  |  |                    |                    |                    |  |  |                        |                        |                        |
|  | 3                        | Boston Bruins            | 4                        | 4                 | Pittsburgh Penguins | 3                     |                       |                       |  |  |                    |                    |                    |  |  |                        |                        |                        |
|  |                          |                          |                          | 4                 | Pittsburgh Penguins | 3                     |                       |                       |  |  |                    |                    |                    |  |  |                        |                        |                        |
|  | 5                        | Tampa Bay Lightning      | 4                        |                   |                     |                       |                       |                       |  |  |                    |                    |                    |  |  |                        |                        |                        |
|  | 5                        | Tampa Bay Lightning      | 4                        | E                 | Boston Bruins       | 4                     |                       |                       |  |  |                    |                    |                    |  |  |                        |                        |                        |
|  |                          |                          |                          |                   |                     |                       |                       |                       |  |  |                    |                    |                    |  |  |                        |                        |                        |
|  |                          |                          | W                        | Vancouver Canucks | 3                   |                       |                       |                       |  |  |                    |                    |                    |  |  |                        |                        |                        |
|  | 1                        | Vancouver Canucks        | W                        | Vancouver Canucks | 3                   | 4                     |                       |                       |  |  |                    |                    |                    |  |  |                        |                        |                        |
|  | 1                        | Vancouver Canucks        |                          |                   |                     | 4                     |                       |                       |  |  |                    |                    |                    |  |  |                        |                        |                        |
|  | 8                        | Chicago Blackhawks       | 3                        |                   |                     |                       |                       |                       |  |  |                    |                    |                    |  |  |                        |                        |                        |
|  | 8                        | Chicago Blackhawks       | 3                        | 1                 | Vancouver Canucks   | 4                     |                       |                       |  |  |                    |                    |                    |  |  |                        |                        |                        |
|  |                          |                          |                          | 1                 | Vancouver Canucks   | 4                     |                       |                       |  |  |                    |                    |                    |  |  |                        |                        |                        |
|  | 5                        | Nashville Predators      | 2                        |                   |                     |                       |                       |                       |  |  |                    |                    |                    |  |  |                        |                        |                        |
|  | 5                        | Nashville Predators      | 2                        | 2                 | San Jose Sharks     | 4                     |                       |                       |  |  |                    |                    |                    |  |  |                        |                        |                        |
|  |                          |                          |                          | 2                 | San Jose Sharks     | 4                     |                       |                       |  |  |                    |                    |                    |  |  |                        |                        |                        |
|  | 7                        | Los Angeles Kings        | 1                        |                   |                     |                       |                       |                       |  |  |                    |                    |                    |  |  |                        |                        |                        |
|  | 7                        | Los Angeles Kings        | 1                        | 1                 | Vancouver Canucks   | 4                     |                       |                       |  |  |                    |                    |                    |  |  |                        |                        |                        |
|  | Konferencja Zachodnia    |                          |                          | 1                 | Vancouver Canucks   | 4                     |                       |                       |  |  |                    |                    |                    |  |  |                        |                        |                        |
|  |                          |                          | 2                        | San Jose Sharks   | 1                   |                       |                       |                       |  |  |                    |                    |                    |  |  |                        |                        |                        |
|  | 3                        | Detroit Red Wings        | 2                        | San Jose Sharks   | 1                   | 4                     |                       |                       |  |  |                    |                    |                    |  |  |                        |                        |                        |
|  | 3                        | Detroit Red Wings        |                          |                   |                     | 4                     |                       |                       |  |  |                    |                    |                    |  |  |                        |                        |                        |
|  | 6                        | Phoenix Coyotes          | 0                        |                   |                     |                       |                       |                       |  |  |                    |                    |                    |  |  |                        |                        |                        |
|  | 6                        | Phoenix Coyotes          | 0                        | 2                 | San Jose Sharks     | 4                     |                       |                       |  |  |                    |                    |                    |  |  |                        |                        |                        |
|  |                          |                          |                          | 2                 | San Jose Sharks     | 4                     |                       |                       |  |  |                    |                    |                    |  |  |                        |                        |                        |
|  | 3                        | Detroit Red Wings        | 3                        |                   |                     |                       |                       |                       |  |  |                    |                    |                    |  |  |                        |                        |                        |
|  | 3                        | Detroit Red Wings        | 3                        | 4                 | Anaheim Ducks       | 2                     |                       |                       |  |  |                    |                    |                    |  |  |                        |                        |                        |
|  |                          |                          |                          | 4                 | Anaheim Ducks       | 2                     |                       |                       |  |  |                    |                    |                    |  |  |                        |                        |                        |
|  | 5                        | Nashville Predators      | 4                        |                   |                     |                       |                       |                       |  |  |                    |                    |                    |  |  |                        |                        |                        |
|  | 5                        | Nashville Predators      | 4                        |                   |                     |                       |                       |                       |  |  |                    |                    |                    |  |  |                        |                        |                        |
|  |                          |                          |                          |                   |                     |                       |                       |                       |  |  |                    |                    |                    |  |  |                        |                        |                        |

### Finał Pucharu Stanleya
| Zespół wyżej rozstawiony | Zespół niżej rozstawiony | Wynik serii | Wyniki i terminy meczów | Wyniki i terminy meczów | Wyniki i terminy meczów | Wyniki i terminy meczów | Wyniki i terminy meczów | Wyniki i terminy meczów | Wyniki i terminy meczów |
| Zespół wyżej rozstawiony | Zespół niżej rozstawiony | Wynik serii | 1.                      | 2.                      | 3.                      | 4.                      | 5.                      | 6.                      | 7.                      |
| ------------------------ | ------------------------ | ----------- | ----------------------- | ----------------------- | ----------------------- | ----------------------- | ----------------------- | ----------------------- | ----------------------- |
| Vancouver Canucks        | Boston Bruins            | 3 : 4       | 1 czerwca               | 4 czerwca               | 6 czerwca               | 8 czerwca               | 10 czerwca              | 13 czerwca              | 15 czerwca              |
| Vancouver Canucks        | Boston Bruins            | 3 : 4       | 1:0                     | 3:2                     | 1:8                     | 0:4                     | 1:0                     | 2:5                     | 0:4                     |

## Nagrody
| Nagroda                          | Zawodnik                                       | Drużyna             |
| -------------------------------- | ---------------------------------------------- | ------------------- |
| Art Ross Memorial Trophy         | Daniel Sedin                                   | Vancouver Canucks   |
| Bill Masterton Memorial Trophy   | Ian Laperriere                                 | Philadelphia Flyers |
| Calder Memorial Trophy           | Jeff Skinner                                   | Carolina Hurricanes |
| Conn Smythe Trophy               | Tim Thomas                                     | Boston Bruins       |
| Frank J. Selke Trophy            | Ryan Kesler                                    | Vancouver Canucks   |
| Hart Memorial Trophy             | Corey Perry                                    | Anaheim Ducks       |
| Jack Adams Award                 | Dan Bylsma                                     | Pittsburgh Penguins |
| James Norris Memorial Trophy     | Nicklas Lidstrom                               | Detroit Red Wings   |
| King Clancy Memorial Trophy      | Doug Weight                                    | New York Islanders  |
| Lady Byng Memorial Trophy        | Martin St. Louis                               | Tampa Bay Lightning |
| Lester B. Pearson Award          | Dan Bylsma                                     | Pittsburgh Penguins |
| Lester Patrick Trophy            | Mark Johnson Jeff Sauer Bob Pulford Toni Rossi |                     |
| Maurice ‘Rocket’ Richard Trophy  | Corey Perry                                    | Anaheim Ducks       |
| NHL Plus/Minus Award             | Zdeno Chára                                    | Boston Bruins       |
| Roger Crozier Saving Grace Award | Tim Thomas                                     | Boston Bruins       |
| Vezina Trophy                    | Tim Thomas                                     | Boston Bruins       |
| William M. Jennings Trophy       | Roberto Luongo Cory Schneider                  | Vancouver Canucks   |
| Ted Lindsay Award                | Daniel Sedin                                   | Vancouver Canucks   |
| Presidents’ Trophy               | Presidents’ Trophy                             | Vancouver Canucks   |
| Prince of Wales Trophy           | Prince of Wales Trophy                         | Boston Bruins       |
| Clarence S. Campbell Bowl        | Clarence S. Campbell Bowl                      | Vancouver Canucks   |
| Puchar Stanleya                  | Puchar Stanleya                                | Boston Bruins       |